# Vespola
Vespola là một chi bướm đêm thuộc họ Noctuidae.

## Loài
- Vespola caeruleifera Walker, 1867
- Vespola cây mậnipes Schaus, 1912
- Vespola similissima Schaus, 1915